# Barbara (Jakowlewa)
Barbara, imię świeckie Warwara Aleksiejewna Jakowlewa (zm. 5 lipca?/18 lipca 1918 w Ałapajewsku) – rosyjska święta nowomęczennica i mniszka prawosławna.

## Życiorys
Początkowo służąca wielkiej księżnej Elżbiety Fiodorowny, złożyła razem z nią śluby zakonne 15 kwietnia 1910 po śmierci męża księżnej, wielkiego księcia Sergiusza. Razem z nią żyła w monasterze św. św. Marty i Marii w Moskwie i prowadziła działalność religijną oraz dobroczynną wśród najbiedniejszych mieszkańców Moskwy, pracowała w szpitalu dla chorych na gruźlicę i w przytułku dla sierot.
Po rewolucji październikowej dobrowolnie towarzyszyła wielkiej księżnej w więzieniu i została razem z nią (oraz z kilkoma innymi członkami rodziny Romanowów) zamordowana w Ałapajewsku. Dzień jej wspomnienia przypada 5 lipca (według kalendarza juliańskiego), w rocznicę śmierci.